# Copperminefloden
Copperminefloden (engelska: Coppermine River) är en 845 km lång flod i provinserna Nordvästterritorierna och Nunavut i norra Kanada. Coppermine rinner upp vid sjön  Lac de Gras, i närheten av Stora Slavsjön, rinner norrut genom sjön Point lake och en mängd forsar och fall till mynningen i Coronation Gulf i Norra Ishavet.

## Utforskning
Under 1700-talet fick Hudson Bay-kompaniet kontakt med indianstammar som utvann koppar vid en flod nordväst om Hudson Bay. En expedition under ledning av Samuel Hearne sändes ut från Fort Prince of Wales (vid nuvarande Churchill, Manitoba) i december 1770. Den 13 juli 1771 nådde Hearne den sökta floden, som han kallade Coppermine River (i svensk översättning "Koppargruvsfloden"), och som han i sällskap med en skara indianer följde ända till dess han på avstånd såg den flyta ut i ett istäckt hav.